# Campionati asiatici di ciclismo su strada - Cronometro femminile Juniors
La Cronometro femminile Juniors è uno degli eventi disputati durante i Campionati asiatici di ciclismo su strada. Corsa per la prima volta nel 1995, dal 2004 viene corsa annualmente, con la sola eccezione del biennio 2020-21, quando venne annullata a causa della pandemia da COVID-19.

## Albo d'oro
Aggiornato all'edizione 2023.
| Anno      | Vincitore                                        | Secondo                                          | Terzo                                            |
| --------- | ------------------------------------------------ | ------------------------------------------------ | ------------------------------------------------ |
| 1999      | Mayumi Fukui                                     | Liu Dan                                          | Park Won-Sun                                     |
| 2000-2003 | non disputata                                    | non disputata                                    | non disputata                                    |
| 2004      | Mayuko Hagiwara                                  | Ma Libo                                          | Son Hee-Jung                                     |
| 2005      | Chen Jing                                        | Ha Seon-Ha                                       | Lyubov Dombitskaya                               |
| 2006      | Lee Joo-Mi                                       | Fatehah Mustapa                                  | Mariya Kireyeva                                  |
| 2007      | Kim Eun-Hee                                      | Yanthi Fuchianty                                 | Supuksorn Nuntana                                |
| 2008      | Na Ah-Reum                                       | Son Eun-Ju                                       | Nataliya Yelisseyeva                             |
| 2009      | Tatyana Ulbrikht                                 | Thi Thu Doan                                     | Thi Lieu Phan                                    |
| 2010      | Tatyana Ulbrikht                                 | Valentina Ulbrikht                               | Jeong Sujeong                                    |
| 2011      | Jeong Sujeong                                    | Leung Bo Yee                                     | Thi Bich Nhien Truong                            |
| 2012      | Pang Yao                                         | Ho Hyeonji                                       | Thi Bich Nhien Truong                            |
| 2013      | Pang Yao                                         | Yekaterina Yuraitis                              | Razan Soboh                                      |
| 2014      | Yekaterina Yuraitis                              | Yumi Kajihara                                    | Ekaterina Knebeleva                              |
| 2015      | Yumi Kajihara                                    | Tatiana Geneleva                                 | Thi Thu Mai Nguyen                               |
| 2016      | Chang Ting Ting                                  | Ma Yin Yu                                        | Chaniporn Batriya                                |
| 2017      | Kang Qiao                                        | Marina Kurnossova                                | Liontin Evangelina Setiawan                      |
| 2018      | Marina Kurnossova                                | Yuno Ishigami                                    | Lee Sze Wing                                     |
| 2019      | Ulyana Sukhorebrik                               | Yanina Kuskova                                   | Lee Sze Wing                                     |
| 2020      | non disputata a causa della pandemia da COVID-19 | non disputata a causa della pandemia da COVID-19 | non disputata a causa della pandemia da COVID-19 |
| 2021      | non disputata a causa della pandemia da COVID-19 | non disputata a causa della pandemia da COVID-19 | non disputata a causa della pandemia da COVID-19 |
| 2022      | Anna Kuskova                                     | Dariya Kazakbay                                  | Thi Be Hong Nguyen                               |
| 2023      | Thi Be Hong Nguyen                               | Asal Rizaeva                                     | Lee Chai Roug                                    |

## Medagliere
| Pos.   | Nazione       | Oro | Argento | Bronzo | Totale |
| ------ | ------------- | --- | ------- | ------ | ------ |
| 1      | Kazakistan    | 5   | 5       | 3      | 13     |
| 2      | Corea del Sud | 4   | 3       | 3      | 10     |
| 3      | Giappone      | 3   | 2       | 0      | 5      |
| 4      | Hong Kong     | 2   | 2       | 2      | 6      |
| 5      | Cina          | 2   | 2       | 0      | 4      |
| 6      | Uzbekistan    | 1   | 2       | 1      | 4      |
| 7      | Vietnam       | 1   | 1       | 5      | 7      |
| 8      | Taipei cinese | 1   | 0       | 1      | 2      |
| 9      | Indonesia     | 0   | 1       | 1      | 2      |
| 10     | Malaysia      | 0   | 1       | 0      | 1      |
| 11     | Thailandia    | 0   | 0       | 2      | 2      |
| 12     | Giordania     | 0   | 0       | 1      | 1      |
| Totale | Totale        | 19  | 19      | 19     | 57     |